# Learner Tien
Learner Tien (* 2. prosince 2005 Irvine, Kalifornie) je americký profesionální tenista hrající levou rukou. Na challengerech ATP a okruhu ITF získal deset titulů ve dvouhře a čtyři ve čtyřhře.
Na žebříčku ATP byl ve dvouhře nejvýše klasifikován v červnu 2025 na 62. místě a ve čtyřhře v témže měsíci na 345. místě. Trénují ho Eric Diaz s Jayem Leavittem.

## Soukromý život
Narodil se roku 2005 v jihokalifornském Irvinu, městě okresu Orange, do rodiny vietnamských imigrantů. Křestní jméno Learner (student) odkázalo na profesi matky, učitelky matematiky Huyen Tienové. Rodné jméno starší sestry Justice (spravedlnost) bylo odvozeno od otcovy profese realitního advokáta. Otec Khuong Dan Tien, jenž hrál tenis rekreačně, se stal jeho prvním trenérem.
Na jaře 2023 začal hrát akademický tenis na Univerzitě Jižní Kalifornie v Los Angeles.

## Tenisová kariéra
V juniorském tenise dosáhl grandslamová maxima v sezóně 2023. Jako poražený finalista skončil na Australian Open i US Open. Na melbournském majoru prohrál s Belgičanem Alexandrem Blockxem až v tiebreaku závěrečné sady, nejtěsnějším poměrem míčů 9–11. Na betonech Flushing Meadows pak nestačil na Brazilce Joãa Fonsecu. Titul si odvezl ze čtyřhry Australian Open 2023 po boku krajana Coopera Williamsa. Australskou juniorku ovládli jako třetí ryze americká dvojice. Ve finále přehráli Blockxa s Fonsecou, kteří jej porazili v závěrečných soubojích grandslamových dvouher.
Jako 16letý vyhrál juniorské mistrovství USA 2022 kategorie 18letých, což mu zajistilo divokou kartu do dvouhry US Open 2022. Do newyorského grandslamu zasáhl z pozice nejmladšího účastníka od Donalda Younga v roce 2005, jenž se do Flushing Meadows kvalifikoval stejným způsobem. Na úvod newyorské dvouhry podlehl třicátému šestému muži klasifikace Miomiru Kecmanovićovi, přestože získal první sadu. Zároveň tím debutoval na okruhu ATP Tour. Výhru na juniorském mistrovství USA zopakoval v roce 2023, po závěrečném vítězství nad Trevorem Svajdou. Znovu tím obdržel divokou kartu na US Open 2023. Naposledy předtím obhájil trofej z amerického juniorského šampionátu Zachary Svajda, starší bratr Trevora. Časnou porážku Tienovi, znovu nejmladšímu startujícímu v newyorském singlu 2023, uštědřila světová desítka Frances Tiafoe.
Během července 2024 vyhrál jako 17letý první challenger na Cranbrook Tennis Classic, když v závěrečném duelu zdolal krajana Nisheshe Basavareddyho. Trofej v michiganském Bloomfield Hills z něj učinila nejmladšího amerického šampiona challengeru od 18letého Tiafoea na Granby Open 2016. Do první hlavní soutěže ATP mimo grandslam zasáhl na letním Winston-Salem Open 2024. Včetně dvou kvalifikačních utkání vyhrál pět zápasů v řadě, což mu zajistilo debutové čtvrtfinále na okruhu. Ve druhém kole vyřadil čtyřicátého devátého hráče žebříčku Fábiána Marozsána, znamenající první výhru nad členem Top 50. Jeho cestu soutěží ukončil Španěl Pablo Carreño Busta. Ani potřetí nepřešel úvodní fázi Flushing Meadows a na US Open 2024 podlehl Francouzi Arthuru Filsovi z třetí světové desítky. Porážku mu oplatil ve skupině prosincového Next Generation ATP Finals 2024 pro osm nejlepších tenistů sezóny do 20 let. Poprvé tak zdolal příslušníka světové dvacítky, kterou Fils uzavíral. V Džiddě postoupil až do finále, v němž byl nad jeho síly o rok mladší, 18letý Brazilec João Fonseca. Jednalo se o zápas dvou nejmladších členů startovního pole. Po Medjedovićovi z roku 2023 byl druhým účastníkem Next Gen ATP Finals, který v ročníku porazil tři nejvýše nasazené – Filse, Michelsena a Menšíka. Do souboje o titul prošel jako první levák.
První grandslamové výhry dosáhl z pozice 121. hráče žebříčku na Australian Open 2025 poté, co zvládl tříkolové kvalifikační síto. V úvodu melbournské dvouhry porazil Argentince Camila Uga Carabelliho po pětisetovém průběhu. Poté vyřadil světovou pětku Daniila Medveděva, čímž si připsal debutovou výhru proti členu světové desítky i pětky. Pětisetové drama, trvající 4.48 hodiny, skončilo šest minut před třetí hodinou ranní až supertiebreakem rozhodující sady. V něm od stavu míčů 4–6 získal šest ze sedmi posledních výměn. V 19 letech se stal druhým nejmladším Američanem ve třetím kole autralského grandslamu po 18letém Petu Samprasovi v roce 1990. Medveděv jako trojnásobný finalista z předchozích čtyř ročníků utrpěl nejčasnější vyřazení od roku 2018. Do čtvrtého kola Tien prošel přes Corentina Mouteta, čímž se v osmifinále úvodního majoru objevil jako nejmladší hráč od 18letého Nadala v roce 2005. Jeho cestu soutěží ukončil po čtyřsetovém průběhu Ital Lorenzo Sonego ze šesté světové desítky. Ve druhém kole acapulského Abierto Mexicano Telcel 2025 přehrál jako 19letý kvalifikant světovou dvojku Alexandra Zvereva. Stal se tak nejmladším americkým přemožitelem člena Top 3 od 18letého Roddicka, jenž na Canada Masters 2001 vyřadil světovou jedničku Kuertena. Ve čtvrtfinále jej zastavil pozdější vítěz Tomáš Macháč. Po skončení, na začátku března 2025, debutoval v první světové sedmdesátce žebříčku.

## Finále Next Gen ATP Finals

### Dvouhra: 1 (0–1)
| Stav      | č. | datum         | turnaj                 | povrch    | soupeř ve finále | výsledek                 |
| --------- | -- | ------------- | ---------------------- | --------- | ---------------- | ------------------------ |
| Finalista | 1. | prosinec 2024 | Džidda, Saúdská Arábie | tvrdý (h) | João Fonseca     | 4–2, 3–4(8–10), 0–4, 2–4 |

## Tituly na challengerech ATP a okruhu ITF
| Legenda                  |
| ------------------------ |
| D – dvouhra; Č – čtyřhra |
| Challengery (3 D; 0 Č)   |
| ITF (7 D; 4 Č)           |

### Dvouhra (10 titulů)
| Č.  | datum         | turnaj                         | okruh             | povrch    | poražený finalista  | výsledek           |
| --- | ------------- | ------------------------------ | ----------------- | --------- | ------------------- | ------------------ |
| 1.  | červen 2023   | Irvine, Spojené státy          | World Tennis Tour | tvrdý     | Quinn Vandecasteele | 7–5, 6–2           |
| 2.  | říjen 2023    | Norman, Spojené státy          | World Tennis Tour | tvrdý (h) | Duarte Vale         | 7–6(8–6), 6–2      |
| 3.  | listopad 2023 | Columbus, Spojené státy        | World Tennis Tour | tvrdý (h) | Jacob Fearnley      | 2–0skreč           |
| 4.  | květen 2024   | San Diego, Spojené státy       | World Tennis Tour | tvrdý     | Karue Sell          | 6–7(6–8), 6–2, 6–2 |
| 5.  | červen 2024   | San Diego, Spojené státy       | World Tennis Tour | tvrdý     | Alafia Ayeni        | 6–4, 6–7(5–7), 6–4 |
| 6.  | červen 2024   | Rancho Santa Fe, Spojené státy | World Tennis Tour | tvrdý     | Matthew Summers     | 6–3, 6–1           |
| 7.  | červenec 2024 | Cranbrook, Spojené státy       | Challenger        | tvrdý     | Nishesh Basavareddy | 4–6, 6–3, 6–4      |
| 8.  | červenec 2024 | Lakewood, Spojené státy        | World Tennis Tour | tvrdý     | Govind Nanda        | 6–3, 6–3           |
| 9.  | září 2024     | Las Vegas, Spojené státy       | Challenger        | tvrdý     | Tristan Boyer       | 7–5, 1–6, 6–3      |
| 10. | říjen 2024    | Fairfield, Spojené státy       | Challenger        | tvrdý     | Bernard Tomic       | 6–0, 6–1           |

### Čtyřhra (4 tituly)
| Č. | datum         | turnaj                      | okruh             | povrch    | spoluhráč        | poražení finalisté              | výsledek         |
| -- | ------------- | --------------------------- | ----------------- | --------- | ---------------- | ------------------------------- | ---------------- |
| 1. | listopad 2022 | East Lansing, Spojené státy | World Tennis Tour | tvrdý (h) | Alex Michelsen   | Joshua Goodger Emile Hudd       | 6–4, 6–3         |
| 2. | červen 2023   | Irvine, Spojené státy       | World Tennis Tour | tvrdý     | Bryce Nakashima  | Joshua Goodger Matthew Summers  | 6–4, 6–2         |
| 3. | listopad 2023 | Austin, Spojené státy       | World Tennis Tour | tvrdý     | Edward Winter    | Sebastian Gorzny Brayden Michna | 4–6, 6–3, [10–2] |
| 4. | květen 2024   | San Diego, Spojené státy    | World Tennis Tour | tvrdý     | Sebastian Gorzny | Robin Catry Braden Shick        | 1–6, 6–3, [10–1] |

## Finále na juniorském Grand Slamu

### Dvuhra juniorů: 2 (0–2)
| stav      | rok  | turnaj          | povrch | soupeř ve finále | výsledek            |
| --------- | ---- | --------------- | ------ | ---------------- | ------------------- |
| Finalista | 2023 | Australian Open | tvrdý  | Alexander Blockx | 1–6, 6–2, 6–7(9–11) |
| Finalista | 2023 | US Open         | tvrdý  | João Fonseca     | 6–4, 4–6, 3–6       |

### Čtyřhra juniorů: 1 (1–0)
| stav  | rok  | turnaj          | povrch | spoluhráč       | soupeři ve finále             | výsledek |
| ----- | ---- | --------------- | ------ | --------------- | ----------------------------- | -------- |
| Vítěz | 2023 | Australian Open | tvrdý  | Cooper Williams | Alexander Blockx João Fonseca | 6–4, 6–4 |